# Casse-pipe (Novela)

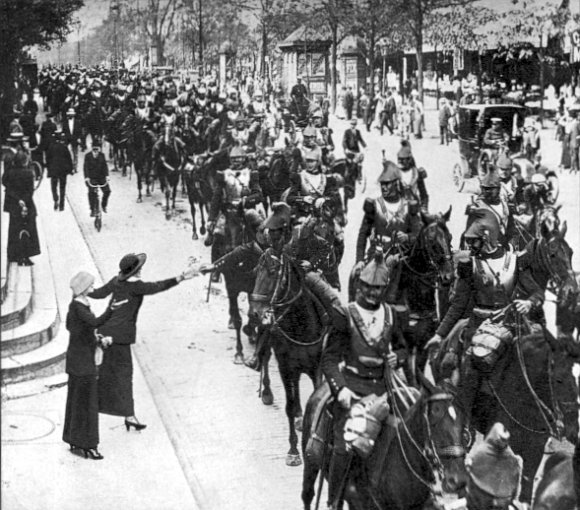
Calvario francés al frente, París

Casse-pipe (En español: "Carne de cañón" ) es una novela inacabada del escritor francés Louis-Ferdinand Céline. 
La narrativa es en gran parte autobiográfica y se desarrolla antes de la Segunda Guerra Mundial, continuando aproximadamente donde terminó la novela Muerte a crédito. 
Gran parte de esta novela desapareció en 1944. Los fragmentos sobrevivientes se han publicado desde 1948 en adelante, la parte principal en forma de libro en 1949.